# Fiat iustitia et pereat mundus

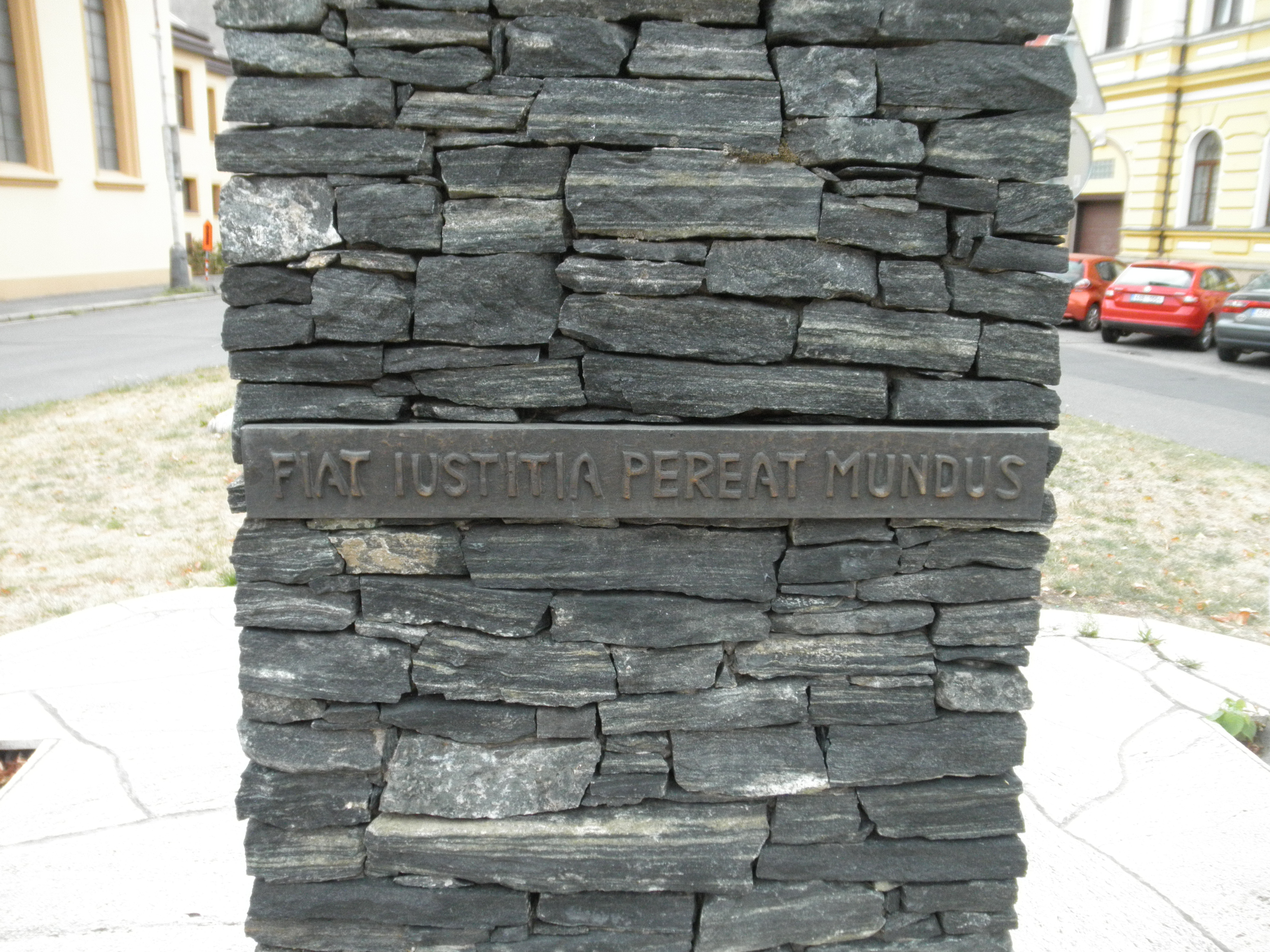
Fiat iustitia pereat mundus.

Fiat iustitia et pereat mundus, letteralmente «Sia fatta giustizia e perisca pure il mondo» era il motto di Ferdinando I d'Asburgo. La prima testimonianza della frase si rinviene nel volume Loci Communes (1563), di Johannes Manlius, che l'attribuisce all'Imperatore.
La frase è impiegata in Per la pace perpetua da Immanuel Kant, che ne fa il motto dell'uomo politico fermo nei suoi principi, traducendola e commentandola così: «"Regni la giustizia, dovessero anche per essa perire tutti assieme gli scellerati che esistono nel mondo" è un principio di diritto coraggioso, che taglia le vie tortuose tracciate dall'inganno e dalla violenza...».
Hegel la corresse in Fiat iustitia ne pereat mundus, vale a dire "Sia fatta giustizia affinché non perisca il mondo".